# Арсеньев, Дмитрий Васильевич (1728)
Дми́трий Васи́льевич Арсе́ньев  (1728—1806) — генерал-майор, предводитель дворянства в Тульской губернии. Доверенное лицо императрицы Елизаветы Петровны, которая не раз посылала его с секретными поручениями.

## Биография
Происходил из алексинской ветви Арсеньевых. Родился в 1728 году в семье бригадира Василия Еремеевича Арсеньева (1690—?). Был записан в службу в 1736 году (по Половцову — в 1737) и «происходил как унтер, так и обер-офицерскими чинами по линии», а в 1747 году был переведён из аудиторов Архангелогородского пехотного полка в гренадеры Лейб-кампании.
В 1758 году был произведён в капитаны и назначен вице-капралом. В 1762 году при раскассировании Лейб-кампании, был оставлен секунд-майором. При Екатерине I был произведён в премьер-майоры и полковники; 11 июня 1764 года пожалован в полковники и вахмистром Кавалергардского корпуса; 25 сентября 1771 года произведён в генерал-майоры, тогда же стал членом Петербургского английского клуба. В 1775 году присутствовал во время приема Екатериной II турецкого посла в Грановитой палате в Москве по случаю заключения мира.
В сентябре 1777 года подал прошение об отставке, «ныне от умножающихся во мне болезненных припадков, в голове чрезвычайной боли, осмеливаюсь просить, дабы за слабостью моего здоровья от военной и статской служб уволить и по недостатку моему за беспорочную тридцатилетнюю службу пожаловать пенсион». Высочайшим указом 12 сентября 1777 года он был отстранен от службы. Остальную часть жизни Арсеньев провел в своём имении в Тульской губернии. Здесь он занимался хозяйством, с 1781 по 1783 год состоял тульским губернским предводителем дворянства.
По словам А. Т. Болотова, Арсеньев  был «известен всей России по высокому своему и великому росту». Скончался в июле 1806 года.

## Семья
В браке с Прасковьей Александровной Кашперовой (1734—1803) имел детей:
- Николай Дмитриевич (1754—1796), генерал-майор, герой штурма крепости Измаил.
- Василий Дмитриевич (1755—1826), московский губернский предводитель дворянства.
- Евдокия Дмитриевна, замужем за орловским предводителем дворянства Егором Лаврентьевичем Цуриковым; их дочь Елизавета (1787—1847) была женой графа Е. Ф. Комаровского.
- Анна Дмитриевна, замужем за князем Александром Андреевичем Черкасским.
- Александр Дмитриевич (1766—19.12.1819[3]), полковник Преображенского полка, генерал-майор.